# Перекюля
Перекюля (рос. Перекюля) — присілок у Ломоносовському районі Ленінградської області Російської Федерації.
Населення становить 41 особу. Належить до муніципального утворення Виллозське міське поселення.

## Географія
Населений пункт розташований на західній околиці міста Санкт-Петербурга.

## Історія
Населений пункт розташований на історичній землі Іжорія.
Згідно із законом від 24 грудня 2004 року № 117-оз належить до муніципального утворення Виллозське міське поселення.

## Населення
| 1838 | 1848 | 1862 | 1997 | 2007 | 2010 |
| ---- | ---- | ---- | ---- | ---- | ---- |
| 71   | ↗84  | ↘77  | ↘30  | ↘23  | ↗41  |